# إكس إف إيه
إكس إف إيه (Xfe) أو إكس فايل إكسبلورر (بالإنجليزية: X File Explorer)، ترجمة حرفية 'متصفح الملفات إكس'‏. هو مدير الملفات رسوميِّ (ويُمكن أن يعمل عبر سطر الأوامر)، خفيف الوزن [الإنجليزية]، ويتضمَّن محرر نصوص مُتكامل، وعارض نصوص [الإنجليزية] مُتكامل، وعارض صور مُتكامل، ومُدير حزم، وغيرها. يُعتبر تطبيقًا مُشابهًا لتوتال كومندر ومستكشف الملفات.

## واجهة المُستخدم
فيما يلي قائمة بأشرطة الأدوات وبعض الأزرار المهمة التي يحتوي عليها كل منها:
- عام: أزرار التنقل [الإنجليزية]، تحديث العرض، ملف جديد، مجلد جديد، نسخ، قص، لصق، وإجراءات مدير الملفات القياسية الأُخرى.
- الأدوات: تشغيل نافذة البرنامج كمستخدم أو مستخدم خارق (root)، تنفيذ أمر، تشغيل محطة طرفيَّة.
- لوحة (بالإنجليزية: Panel)‏: تقسيم نافذة البرنامج إلى جُزأين.
- المكان (بالإنجليزية: Location)‏: إدخال مسار للوصول إليه؛ لغرض التنقل السريع.